# One Day It Will Please Us to Remember Even This
Albums de New York Dolls
Too Much Too Soon
(1974) Cause I Sez So
(2009)
One Day It Will Please Us to Remember Even This est le troisième album studio des New York Dolls paru le 10 juillet 2006. Il marque le retour du groupe après plus de 30 ans d'absence. Produit par Jack Douglas qui fut l'ingénieur du son de leur premier album, le disque comporte plusieurs invités : Michael Stipe de R.E.M. sur Dancin on the Lip of a Volcano, Bo Diddley, idole de Johansen dont la chanson Pills faisait partie du répertoire des Dolls sur Seventeen (chanson cachée), Iggy Pop sur Gimme Luv and Turn on the Light, ou encore Laura Jane Grace d'Against Me! sur Punishing World.

## Titres
Tous les morceaux ont été composés et écrits par les New York Dolls
1. We're All in Love
2. Runnin' Arround
3. Plenty of Music
4. Dance Like a Monkey
5. Punishing World
6. Maimed Happiness
7. Fishnets and Cigarettes
8. Gotta Get Away from Tommy
9. Dancing on the Lip of a Volcano
10. I Ain't Got Nothin'
11. Rainbow Store
12. Gimme Luv and Turn on the Light
13. Take a Good Look at My Good Looks
14. Beauty School (Japanese bonus track)
15. Seventeen (bonus track)